# Rallye des 1000 lacs 1975
Le Rallye des 1000 lacs 1975 (25 Jyväskylän Suurajot), disputé du 29 au 31 août 1975, est la vingt-huitième manche du championnat du monde des rallyes (WRC) courue depuis 1973, et la septième manche du championnat du monde des rallyes 1975 (WRC).

## Contexte avant la course

### Le championnat du monde
Après une année 1974 ne comptant que huit épreuves à cause des effets du premier choc pétrolier sur le sport automobile, le championnat du monde des constructeurs affiche à nouveau un calendrier intégrant toutes les grandes épreuves internationales, avec un total de onze manches. Les épreuves du championnat sont réservées aux voitures des catégories suivantes :
- Groupe 1 : voitures de tourisme de série
- Groupe 2 : voitures de tourisme spéciales
- Groupe 3 : voitures de grand tourisme de série
- Groupe 4 : voitures de grand tourisme spéciales

Aucun constructeur ne dispute cette saison l'intégralité du championnat. Occupant les deux premières places du classement provisoire, Lancia (55 points, deux victoires) et Fiat (43 points, une victoire) ont réduit leurs budgets 'courses', faisant l'impasse sur certaines épreuves. Ils ne sont toutefois pas directement menacés, leurs principaux concurrents tels Peugeot, Ford, Saab ou Alpine ayant limité leur participation à quelques épreuves.

### L'épreuve
Disputé depuis 1951, le rallye des 1000 lacs (« Jyväkylän Suurajot ») est une épreuve très rapide courue sur de larges chemins forestiers comportant de nombreuses bosses, abordées à des vitesses voisines de 200 km/h. La plupart des épreuves chronométrées sont très courtes, seules cinq d'entre elles ont une longueur supérieure à dix kilomètres. Les reconnaissances sont effectuées à allure réduite (60 km/h), et à l'époque, seuls des pilotes nordiques ont réussi à s'y imposer, grâce à leur parfaite connaissance du parcours, où la moindre hésitation coûte de nombreuses secondes. Une lutte de prestige oppose les Finlandais Timo Mäkinen et Hannu Mikkola, tous deux vainqueurs à quatre reprises de cette épreuve.

## Le parcours
- départ : 29 août 1975 de Jyväskylä
- arrivée : 31 août 1975 à Jyväskylä

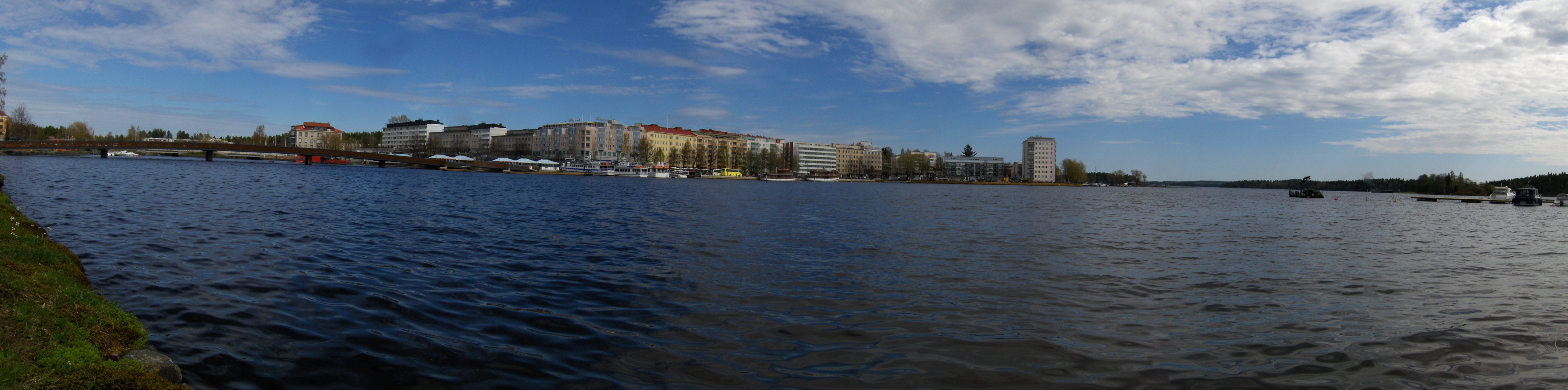
Savonlinna, terme de la première étape

- distance : 1 333 km dont 287,5 km sur 42 épreuves spéciales
- surface : terre
- Parcours divisé en deux étapes[2]

### Première étape
- Jyväskylä - Savonlinna, du 29 au 30 août
- 19 épreuves spéciales, 135,7 km

### Deuxième étape
- Savonlinna - Jyväskylä, du 30 au 31 août
- 23 épreuves spéciales, 151,8 km

## Les forces en présence
- Ford

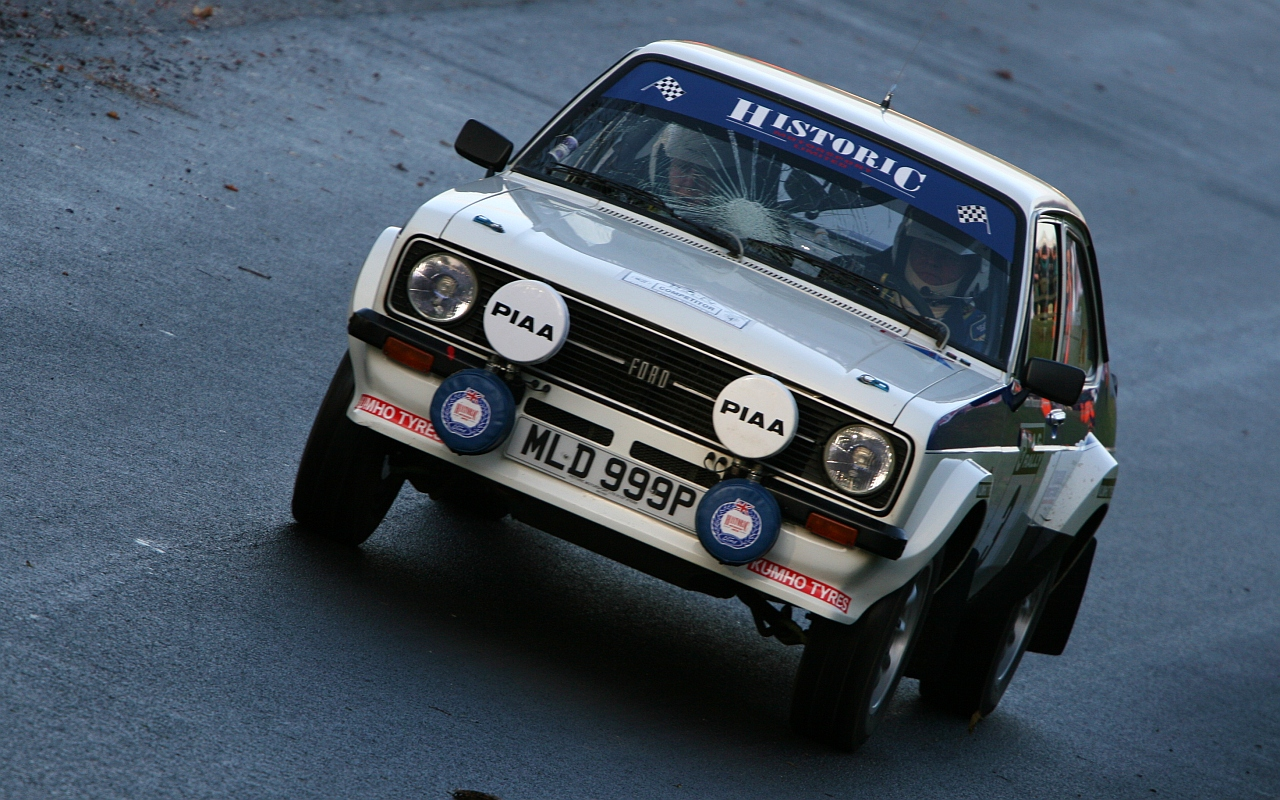
Première sortie en championnat du monde pour l'Escort RS1800 (ici lors d'une course historique).

Quadruple vainqueur de l'épreuve, Timo Mäkinen fait débuter en championnat du monde l'Escort RS1800 groupe 2 (moteur quatre cylindres, deux litres, environ 230 chevaux). Parmi les nombreuses autres Escort au départ (toutes de l'ancien modèle MKI), on note la présence du Norvégien Erik Aaby et du jeune espoir finlandais Ari Vatanen, tous deux sur RS1600 groupe 2 (moteur identique à celui de la RS1800).
- Saab

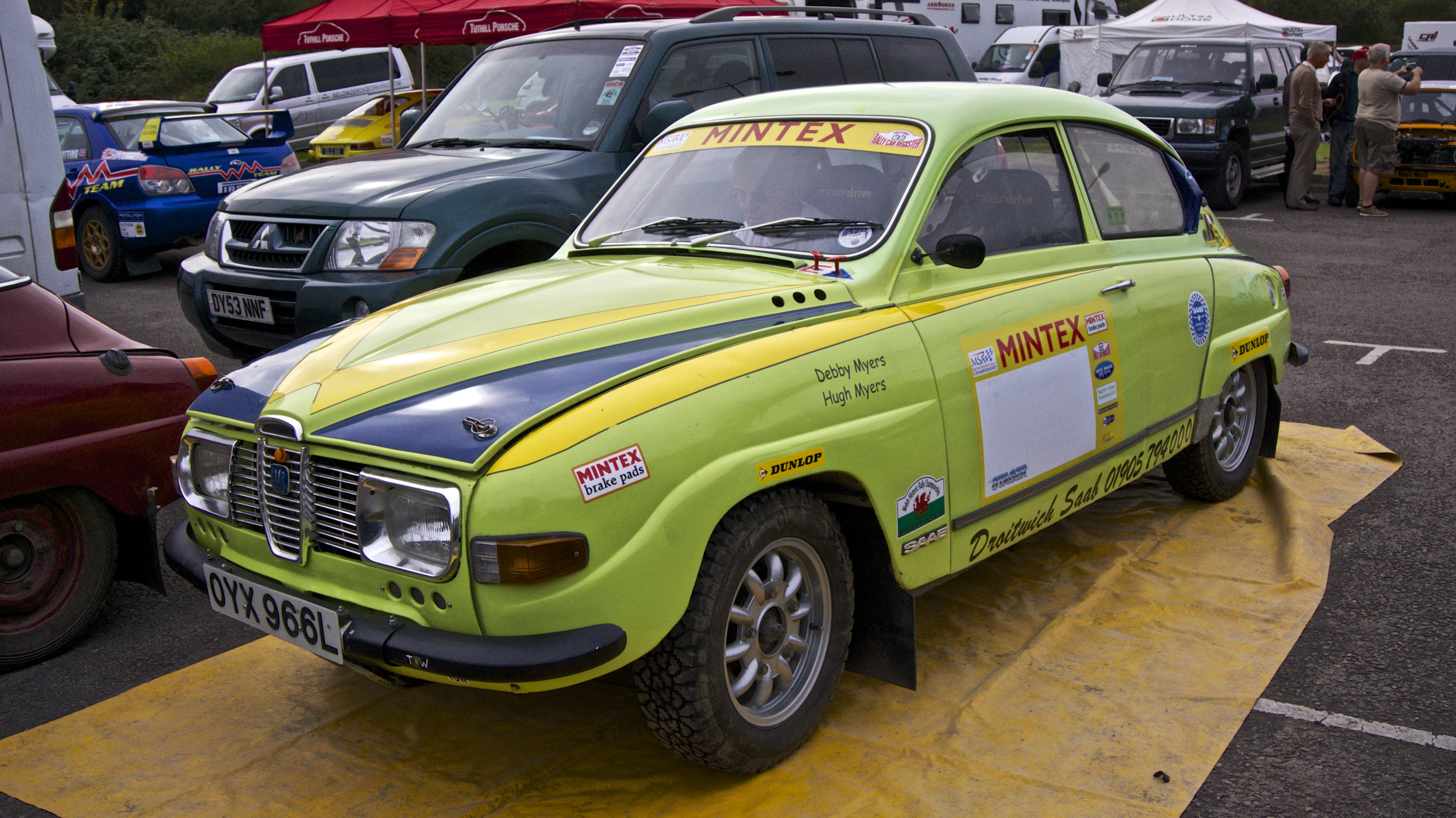
Une Saab 96 V4 lors d'une manifestation historique.

Le constructeur suédois a officiellement engagé deux 96 V4 groupe 2, équipées pour la première fois en rallye de la version deux litres du moteur Ford V4, version jusqu'alors réservée au rallycross, d'une puissance de l'ordre de 175/180 chevaux. Ces voitures à traction avant pèsent environ une tonne et se révèlent très efficaces sur les pistes finlandaises. Elles sont confiées aux pilotes habituels de la marque Stig Blomqvist et Per Eklund. La marque est également représentée par son importateur local (qui a préparé trois voitures identiques pour les Finlandais Simo Lampinen, Tapio Rainio et Jari Vilkas). En comptant les engagements privés, neuf Saab 96 sont au départ.
- Toyota

Bien que ne participant pas à officiellement à cette épreuve, le premier constructeur japonais est cependant présent, Hannu Mikkola disposant d'une Corolla 1600 groupe 2 (1 600 cm3, environ 180 chevaux), qu'il a engagée à titre privé à la suite du forfait de son employeur habituel Fiat.
- Datsun

L'importateur local avait initialement engagé quatre voitures pour Markku Alén, Timo Salonen, Hannu Valtaharju et Shekhar Mehta, mais ce dernier a déclaré forfait. Robustes, les trois coupés Violet 160J groupe 2, bien adaptés aux pistes finlandaises, peuvent se mêler à la lutte en tête avec les Ford, Toyota et Saab.
- Opel

L'Euro Händler Team a engagé une Ascona groupe 2, (moteur deux litres préparé par Irmscher, près de 200 chevaux, environ 900 kg) pour Anders Kulläng. La marque est également représentée par une douzaine d'Ascona et de Kadett aux mains de pilotes privés.
- Chrysler

On compte une douzaine de Chrysler (Sunbeam) Avenger au départ, dont celle de Kyösti Hämäläinen qui vise la victoire en groupe 1.
- Vauxhall

L’importateur finlandais a engagé un coupé Magnum groupe 2 pour Pentti Airikkala.

## Déroulement de la course

### Première étape
Les 98 équipages s'élancent de Jyväskylä le vendredi soir. Dès les premiers kilomètres, le jeune pilote finlandais Ari Vatanen domine tous les favoris, remportant les quatre premières épreuves spéciales sur sa Ford Escort. Retardé au départ par des problèmes d'éclairage et de suspension, Stig Blomqvist, une fois ses ennuis résolus, fait jeu égal avec Vatanen et revient rapidement en seconde position au volant de sa Saab. À l'issue de la septième épreuve spéciale, Blomqvist est en tête, Vatanen étant sorti de la route : transmission cassée par une pierre, l'Escort ne peut repartir. Le pilote Saab devance désormais la Toyota d'Hannu Mikkola et la Datsun de Markku Alén, qui se disputent âprement la seconde place. Timo Mäkinen est un peu en retrait, la nouvelle Escort MkII ne semblant pas encore tout à fait au point ; il est à la lutte pour la quatrième place avec les Saab de Simo Lampinen et Per Eklund.
Blomqvist domine nettement la seconde partie de l'étape, remportant huit spéciales sur onze, et semble bien parti pour renouveler son exploit de 1971, dominant les spécialistes finlandais sur leur terrain. Il rejoint Savonlinna avec une nette avance sur Alén et Mikkola. C'est alors qu'il apprend avoir été pris à 73 km/h sur le parcours de liaison entre les secteurs chronométrés 10 et 11, au lieu des 60 km/h autorisés. Un dépassement supérieur à 10 km/h étant éliminatoire, la mise hors course a été aussitôt prononcée ! Malgré les doutes quant à la validité de l'infraction (radar non signalé dans ce secteur, confusion possible avec une autre Saab), les organisateurs entérinent leur décision, Blomqvist perdant le bénéfice de sa très belle course. Alén, qui avait pris l'avantage sur Mikkola en toute fin de parcours, se retrouve donc en tête au terme de cette première étape, mais l'écart entre les deux hommes est infime.
| Pos. | Pilote        | Copilote         | Voiture             | Groupe |
| ---- | ------------- | ---------------- | ------------------- | ------ |
| 1    | Markku Alén   | Ilkka Kivimäki   | Datsun 160J         | 2      |
| 2    | Hannu Mikkola | Atso Aho         | Toyota Corolla 1600 | 2      |
| 3    | Timo Mäkinen  | Henry Liddon     | Ford Escort RS1800  | 2      |
| 4    | Simo Lampinen | Juhani Markkanen | Saab 96 V4          | 2      |
| 5    | Per Eklund    | Björn Cederberg  | Saab 96 V4          | 2      |

### Deuxième étape
Après une pause de six heures, les équipages repartent en direction de Jyväskylä. Mikkola se montre d'emblée le plus rapide, s'adjugeant sept meilleurs temps d'affilée et prenant le commandement à l'issue de la deuxième spéciale de cette seconde étape. Alén, désormais second, tente de s'accrocher mais sort violemment de la route dans la spéciale de Niittykumpu, se blessant aux jambes. Avec plus d'une minute d'avance sur ses poursuivants, Mikkola ne semble plus pouvoir être battu à la régulière. L'intérêt de la course se reporte sur la lutte pour la seconde place, très disputée entre l'Escort de Mäkinen et les Saab de Lampinen et Eklund. Lampinen, qui avait été retardé par des problèmes d'allumage en début de course, se montre régulièrement le plus rapide, et finit par s'emparer de la deuxième place au détriment de Mäkinen. Ce dernier est maintenant menacé par Eklund, qui fait le forcing dans les dernières spéciales mais échoue finalement à cinq secondes de la troisième place. Mikkola remporte l'épreuve pour la cinquième fois, devant Lampinen et Mäkinen. Eklund termine quatrième et premier des pilotes non-finlandais, devant son compatriote suédois Anders Kulläng, auteur d'une course très régulière sur son Opel Ascona.

### Classement général
| Pos | No | Pilote            | Copilote              | Voiture             | Temps           | Écart         | Groupe |
| --- | -- | ----------------- | --------------------- | ------------------- | --------------- | ------------- | ------ |
| 1   | 1  | Hannu Mikkola     | Atso Aho              | Toyota Corolla 1600 | 2 h 52 min 33 s |               | 2      |
| 2   | 5  | Simo Lampinen     | Juhani Markkanen      | Saab 96 V4          | 2 h 53 min 47 s | + 1 min 14 s  | 2      |
| 3   | 4  | Timo Mäkinen      | Henry Liddon          | Ford Escort RS1800  | 2 h 54 min 35 s | + 2 min 02 s  | 2      |
| 4   | 13 | Per Eklund        | Björn Cederberg       | Saab 96 V4          | 2 h 54 min 40 s | + 2 min 07 s  | 2      |
| 5   | 8  | Anders Kulläng    | Claes-Göran Andersson | Opel Ascona         | 2 h 57 min 27 s | + 4 min 54 s  | 2      |
| 6   | 15 | Timo Salonen      | Jaako Markkula        | Datsun 160J         | 2 h 58 min 11 s | + 5 min 38 s  | 2      |
| 7   | 18 | Jari Vilkas       | Juhani Soini          | Saab 96 V4          | 3 h 00 min 29 s | + 7 min 56 s  | 2      |
| 8   | 14 | Erik Aaby         | Monty Karlan          | Ford Escort RS1600  | 3 h 02 min 26 s | + 9 min 53 s  | 2      |
| 9   | 16 | Kyösti Hämäläinen | Urpo Vihervaara       | Chrysler Avenger    | 3 h 02 min 51 s | + 10 min 18 s | 1      |
| 10  | 31 | Antero Laine      | Raimo Alm             | Saab 96 V4          | 3 h 04 min 28 s | + 11 min 55 s | 2      |

### Hommes de tête
- ES1 à ES6 :  Ari Vatanen -  Geraint Phillips (Ford Escort RS1600)
- ES7 à ES19 :  Stig Blomqvist -  Hans Sylvan (Saab 96 V4)
- après ES19 à ES20 :  Markku Alén -  Ilkka Kivimäki (Datsun 160J)
- ES21 à ES42 :  Hannu Mikkola -  Atso Aho (Toyota Corolla 1600)

- Note : l'équipage Blomqvist - Sylvan ayant été exclu de la course pour excès de vitesse au cours de la première étape, avant ES11, il n’apparaît officiellement en tête que jusque l'ES10, alors qu'il a mené effectivement jusqu'au terme de la première étape avant que sa disqualification ne lui soit certifiée ; officiellement, l'équipage Mikkola - Aho, alors second derrière Blomqvist - Sylvan, a pris la tête entre l'ES11 et l'ES18, cédant sa place à l'équipage Alén - Kivimäki au terme de l'ES19[2].

### Vainqueurs d'épreuves spéciales
- Hannu Mikkola -  Atso Aho (Toyota Corolla 1600) : 13 spéciales (ES 7, 8, 10, 20 à 26, 29, 32, 33) - 16 spéciales officiellement remportées du fait de l'exclusion de Blomqvist à partir de l'ES11
- Stig Blomqvist -  Hans Sylvan (Saab 96 V4) : 11 spéciales (ES 3, 4, 6, 10, 12 à 14, 16 à 19) - 4 spéciales officiellement remportées, les épreuves 11 à 19 ayant été disputées sous mise hors-course
- Simo Lampinen -  Juhani Markkanen (Saab 96 V4) : 10 spéciales (ES 11, 15, 27 à 29, 31, 33 à 36) - 12 spéciales officiellement remportées du fait de l'exclusion de Blomqvist à partir de l'ES11
- Per Eklund -  Björn Cederberg (Saab 96 V4) : 5 spéciales (ES 37 à 41)
- Ari Vatanen -  Geraint Phillips (Ford Escort RS1600) : 4 spéciales (ES 1 à 4)
- Timo Mäkinen -  Henry Liddon (Ford Escort RS1800) : 4 spéciales (ES 30, 31, 39, 42)
- Markku Alén -  Ilkka Kivimäki (Datsun 160J) : 2 spéciales (ES 7, 9) - 5 spéciales officiellement remportées du fait de l'exclusion de Blomqvist à partir de l'ES11
- Anders Kulläng -  Claes-Göran Andersson (Opel Ascona) : 1 spéciale (ES 37)

## Résultats des principaux engagés
| No | Pilote            | Copilote              | Voiture               | Groupe | Classement général                                         | Class. groupe |
| -- | ----------------- | --------------------- | --------------------- | ------ | ---------------------------------------------------------- | ------------- |
| 1  | Hannu Mikkola     | Atso Aho              | Toyota Corolla 1600   | 2      | 1er                                                        | 1er           |
| 2  | Stig Blomqvist    | Hans Sylvan           | Saab 96 V4            | 2      | ab. en fin de première étape (exclu pour excès de vitesse) | -             |
| 3  | Markku Alén       | Ilkka Kivimäki        | Datsun 160J           | 2      | ab. dans 24e spéciale (accident)                           | -             |
| 4  | Timo Mäkinen      | Henry Liddon          | Ford Escort RS1800    | 2      | 3e à 2 min 02 s                                            | 3e            |
| 5  | Simo Lampinen     | Juhani Markkanen      | Saab 96 V4            | 2      | 2e à 1 min 14 s                                            | 2e            |
| 6  | Shekhar Mehta     | Yvonne Pratt          | Datsun 160J           | 2      | Forfait                                                    | -             |
| 8  | Anders Kulläng    | Claes-Göran Andersson | Opel Ascona           | 2      | 5e à 4 min 54 s                                            | 5e            |
| 9  | Pentti Airikkala  | Heikki Haaksiala      | Vauxhall Magnum coupé | 2      | ab. dans 4e spéciale (accident)                            | -             |
| 10 | Hannu Valtaharju  | Risto Anttila         | Datsun 160J           | 2      | ab. dans 4e spéciale (accident)                            | -             |
| 11 | Ari Vatanen       | Geraint Phillips      | Ford Escort RS1600    | 2      | ab. dans 7e spéciale (accident)                            | -             |
| 12 | Tapio Rainio      | Erkki Nyman           | Saab 96 V4            | 2      | ab. dans 2e spéciale (moteur)                              | -             |
| 13 | Per Eklund        | Björn Cederberg       | Saab 96 V4            | 2      | 4e à 2 min 07 s                                            | 4e            |
| 14 | Erik Aaby         | Monty Karlan          | Ford Escort RS1600    | 2      | 8e à 9 min 53 s                                            | 8e            |
| 15 | Timo Salonen      | Jaako Markkula        | Datsun 160J           | 2      | 6e à 5 min 38 s                                            | 6e            |
| 16 | Kyösti Hämäläinen | Urpo Vihervaara       | Chrysler Avenger      | 1      | 9e à 10 min 18 s                                           | 1er           |
| 19 | Franz Wittmann    | Helmut Deimel         | BMW 2002              | 2      | ab. dans 17e spéciale (joint de culasse)                   | -             |
| 21 | Pauli Toivonen    | Raimo Alm             | Simca 1000 Rallye 2   | 2      | Forfait                                                    | -             |
| 24 | Heikki Vilkman    | Markku Jaakola        | Saab 96 V4            | 2      | 11e à 14 min 08 s                                          | 10e           |
| 31 | Antero Laine      | Raimo Alm             | Saab 96 V4            | 2      | 10e à 11 min 55 s                                          | 9e            |
| 36 | Henri Toivonen    | Antero Lindqvist      | Simca 1000 Rallye 2   | 2      | ab. dans 37e spéciale (reniflard)                          | -             |

## Classement du championnat à l'issue de la course
- attribution des points : 20, 15, 12, 10, 8, 6, 4, 3, 2, 1 respectivement aux dix premières marques de chaque épreuve (sans cumul, seule la voiture la mieux classée de chaque constructeur marque des points)
- seuls les sept meilleurs résultats (sur onze épreuves) sont retenus pour le décompte final des points.
- le rallye de Rideau Lakes, prévu du 15 au 19 octobre[5], sera annulé en cours de saison.

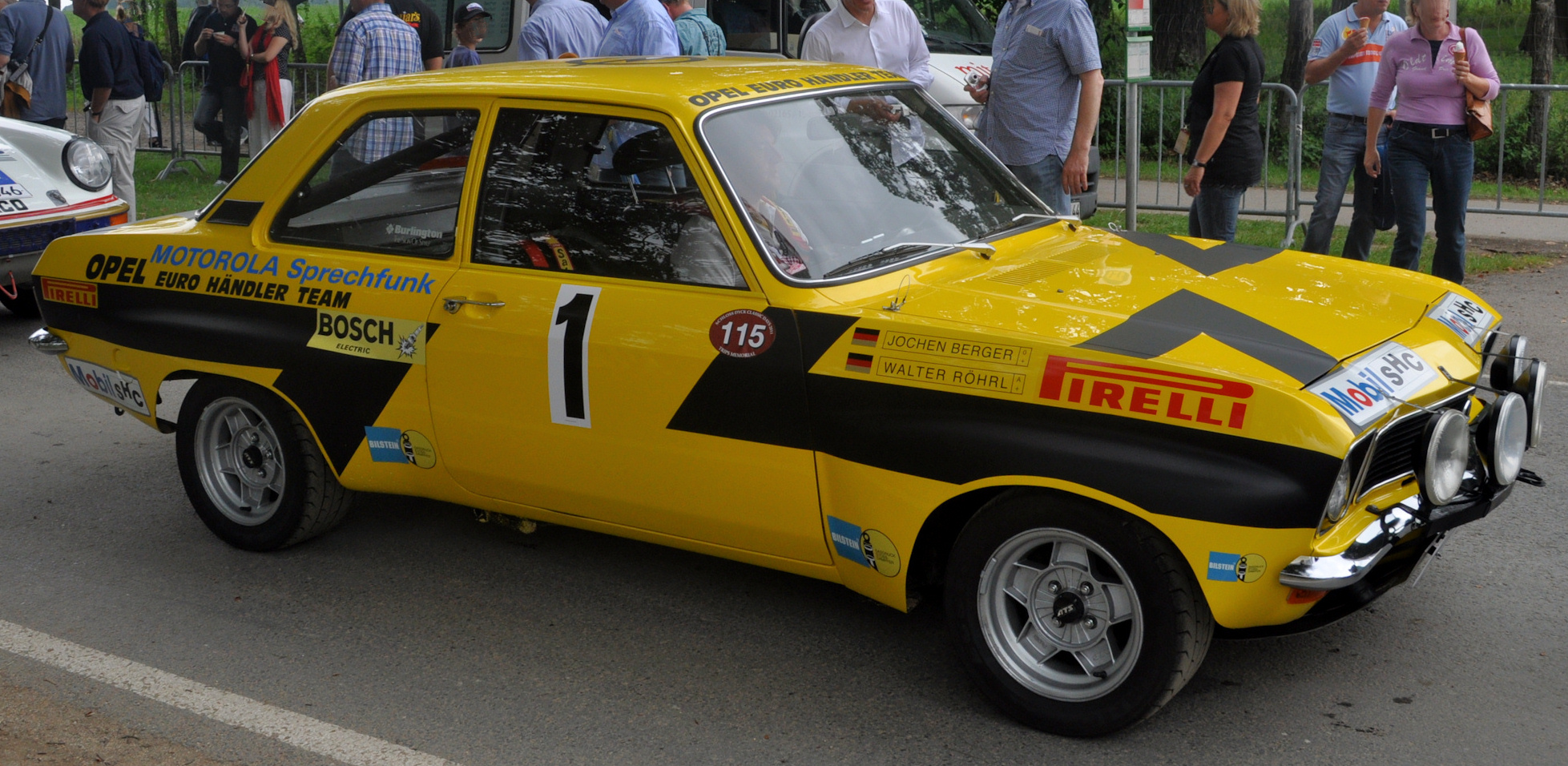
Grâce aux Ascona groupe 2 de l'Euro Händler Team, Opel pointe à la troisième place du championnat du monde.

| Pos. | Marque         | Points | M-C | SUE | SAF | ACR | MAR | POR | FIN | SAN | RID | COR | RAC |
| ---- | -------------- | ------ | --- | --- | --- | --- | --- | --- | --- | --- | --- | --- | --- |
| 1    | Lancia         | 55     | 20  | 20  | 15  | -   | -   | -   | -   |     |     |     |     |
| 2    | Fiat           | 43     | 15  | 8   | -   | -   | -   | 20  | -   |     |     |     |     |
| 3    | Opel           | 41     | -   | 3   | -   | 20  | -   | 10  | 8   |     |     |     |     |
| 4    | Peugeot        | 40     | -   | -   | 20  | -   | 20  | -   | -   |     |     |     |     |
| 5    | Alpine-Renault | 33     | 6   | -   | -   | 15  | 12  | -   | -   |     |     |     |     |
| 6    | Toyota         | 32     | -   | -   | -   | -   | -   | 12  | 20  |     |     |     |     |
| 7    | Saab           | 30     | -   | 15  | -   | -   | -   | -   | 15  |     |     |     |     |
| 8    | Datsun         | 26     | -   | -   | 6   | -   | 6   | 8   | 6   |     |     |     |     |
| 9    | Mitsubishi     | 22     | -   | -   | 10  | 12  | -   | -   | -   |     |     |     |     |
| 10   | Ford           | 15     | -   | 1   | -   | -   | -   | 2   | 12  |     |     |     |     |
| 11   | Citroën        | 13     | -   | -   | -   | -   | 10  | 3   | -   |     |     |     |     |
| 12   | Volvo          | 9      | -   | 2   | -   | 6   | 1   | -   | -   |     |     |     |     |
| 13   | Renault        | 8      | 8   | -   | -   | -   | -   | -   | -   |     |     |     |     |
| 13=  | Audi           | 8      | -   | -   | -   | 8   | -   | -   | -   |     |     |     |     |
| 15   | Alfa Romeo     | 7      | 3   | -   | -   | 4   | -   | -   | -   |     |     |     |     |
| 16   | Porsche        | 4      | 4   | -   | -   | -   | -   | -   | -   |     |     |     |     |
| 16=  | Škoda          | 4      | -   | 4   | -   | -   | -   | -   | -   |     |     |     |     |
| 18   | Chrysler       | 2      | -   | -   | -   | -   | -   | -   | 2   |     |     |     |     |
| 19   | BMW            | 1      | 1   | -   | -   | -   | -   | -   | -   |     |     |     |     |
| 19=  | Lada           | 1      | -   | -   | -   | 1   | -   | -   | -   |     |     |     |     |